# Emotional Rescue
Emotional Rescue è un album discografico del gruppo rock britannico The Rolling Stones pubblicato nel 1980 dalla Rolling Stones Records; è il 15° della discografia inglese e il 17° di quella statunitense.

## Storia
Registrato nel 1979, prima a Nassau, Bahamas (Compass Point), e poi a Parigi (Pathe Marconi), con alcune sovraincisioni effettuate alla fine dell'anno a New York City, fu il primo album dei Rolling Stones inciso dopo la risoluzione della causa legale che aveva coinvolto Keith Richards per accuse di droga e che avrebbe potuto farlo finire in prigione per molti anni. Rivitalizzati dal successo di Some Girls, Richards e Mick Jagger guidarono gli Stones alla registrazione di dozzine di nuove canzoni, alcune delle quali sarebbero poi state riciclate per Tattoo You, il disco successivo, utilizzandone dieci per Emotional Rescue.
Anche se molte delle tracce vedono la formazione classica della band costituita da Jagger, Richards, Ronnie Wood, Charlie Watts, e Bill Wyman, molti furono gli apporti esterni dati dal tastierista Nicky Hopkins, dal sassofonista Bobby Keys, dall'armonicista Sugar Blue, e dal pianista cofondatore del gruppo Ian Stewart.
La canzone Claudine avrebbe dovuto far parte della scaletta dell'album, ma non venne inclusa in esso per paura di eccessive controversie. Infatti, il testo della canzone parla della sentenza (30 giorni di carcere) inflitta alla cantante-attrice Claudine Longet per aver ucciso il suo amante, lo sciatore olimpico Vladimir "Spider" Sabich, nella loro casa di Aspen, in Colorado. Il brano venne recuperato solo successivamente e incluso nella versione deluxe della ristampa di Some Girls nel 2011. Altre canzoni rimaste fuori dall'album ma che avrebbero trovato posto sul successivo lavoro della band, Tattoo You, furono Black Limousine, Start Me Up, Hang Fire, Little T&A, e No Use in Crying. Think I'm Going Mad, altra traccia proveniente dalle sessioni in questione, venne pubblicata come B-side del singolo She Was Hot nel 1984.

## Copertina
La copertina dell'album, opera di Peter Corriston, mostra una selezione di fotografie dei membri del gruppo scattate dall'artista Roy Adzak usando una camera termica, dispositivo che misura l'emissione di calore.

## Pubblicazione e accoglienza
| Recensione                    | Giudizio    |
| ----------------------------- | ----------- |
| AllMusic                      | [ 8 ]       |
| Blender                       | [ 9 ]       |
| Robert Christgau              | B+          |
| MusicHound                    | [ 11 ]      |
| Rolling Stone                 | sfavorevole |
| The Rolling Stone Album Guide | [ 13 ]      |
| Smash Hits                    | [ 14 ]      |

Pubblicato nel giugno 1980, anticipato dall'omonimo singolo dalla marcata sonorità disco, Emotional Rescue si rivelò un immediato successo. La title track è una ballata cantata in falsetto da Jagger. Proprio tale stile di canto, ispirato a Barry Gibb dei Bee Gees destò un certo scalpore all'epoca tra gli appassionati dei Rolling Stones. Il singolo raggiunse la terza posizione in classifica nella statunitense Billboard Hot 100. L'album stesso diede ai Rolling Stones il loro primo numero 1 in Gran Bretagna sin dai tempi di Goats Head Soup del 1973 e restò sette settimane in vetta alla classifica americana. Il singolo successivo She's So Cold fu un successo da top 30 mentre Dance Pt. 1 raggiunse la nona posizione nella classifica Dance di Billboard.

## Tracce
Tutti i brani sono accreditati a Mick Jagger e Keith Richards, eccetto dove indicato.
Lato 1
1. Dance (Pt. 1) – 4:23 (Jagger, Richards, Ronnie Wood)
2. Summer Romance – 3:16
3. Send It To Me – 3:43
4. Let Me Go – 3:50
5. Indian Girl – 4:23

Lato 2
1. Where the Boys Go – 3:29
2. Down In the Hole – 3:58
3. Emotional Rescue – 5:39
4. She's So Cold – 4:14
5. All About You – 4:18

## Formazione
The Rolling Stones
- Mick Jagger - voce e armonie vocali, chitarra ritmica, chitarra acustica, piano elettrico
- Keith Richards - chitarre, chitarra acustica, armonie vocali, voce solista in All About You, pianoforte
- Ronnie Wood - chitarre, chitarra slide e pedal steel guitar, armonie vocali, basso in Emotional Rescue
- Charlie Watts - batteria
- Bill Wyman - basso, sintetizzatore

Altri musicisti
- Ian Stewart - piano elettrico, pianoforte, percussioni
- Nicky Hopkins - piano, xilofono
- Billy Preston - clavinet
- Sugar Blue - armonica a bocca
- Bobby Keys - sassofono
- Michael Shrieve - percussioni
- Max Romeo - armonie vocali in Dance (Pt. 1)
- Jack Nitzsche - corni, arrangiamento in Indian Girl

Crediti
- Chris Kimsey - produttore associato, ingegnere del suono

## Classifiche

### Classifiche settimanali
| Classifica (1980) | Posizione massima |
| ----------------- | ----------------- |
| Australia         | 4                 |
| Austria           | 2                 |
| Canada            | 1                 |
| Francia           | 1                 |
| Germania          | 2                 |
| Italia            | 5                 |
| Norvegia          | 4                 |
| Nuova Zelanda     | 2                 |
| Paesi Bassi       | 1                 |
| Regno Unito       | 1                 |
| Spagna            | 5                 |
| Stati Uniti       | 1                 |
| Svezia            | 1                 |
| Svizzera          | 2                 |

### Classifiche di fine anno
| Classifica (1980) | Posizione |
| ----------------- | --------- |
| Australia         | 19        |
| Austria           | 9         |
| Canada            | 8         |
| Francia           | 27        |
| Italia            | 22        |
| Nuova Zelanda     | 15        |
| Paesi Bassi       | 20        |
| Regno Unito       | 37        |
| Spagna            | 13        |
| Stati Uniti       | 35        |